# NGC 6964
NGC 6964 је елиптична галаксија у сазвежђу Водолија која се налази на NGC листи објеката дубоког неба.
Деклинација објекта је + 0° 18' 5" а ректасцензија 20h 47m 24,2s. Привидна величина (магнитуда) објекта NGC 6964 износи 12,9 а фотографска магнитуда 13,9. NGC 6964 је још познат и под ознакама UGC 11629, MCG 0-53-5, CGCG 374-17, KCPG 548B, PGC 65379.